# پاسکواله پادالینو
پاسکواله پادالینو (به ایتالیایی: Pasquale Padalino) بازیکن فوتبال و اهل ایتالیا است که از سال ۱۹۹۶ میلادی عضو تیم ملی فوتبال ایتالیا بوده و در ۱ بازی ملی حضور داشته‌است. او در بازی‌های ملی‌اش گلی به ثمر نرساند.
پاسکواله پادالینو آخرین بازی ملی خود را در سال ۱۹۹۶ میلادی انجام داد.